# Camí de Cambrils
El Camí de Cambrils unia la ciutat de Reus amb la de Cambrils. Tot i que ara s'ha convertit en carretera, encara se'n diu camí. Antigament sortia de Reus pel portal de la Font, s'orientava cap a l'oest i des d'allà on ara hi ha l'ermita de Misericòrdia, cap al sud-oest, travessava el barranc de Pedret i passava entre Rubió, Aigüesverds i Blancafort. Més endavant s'internava en el terme de Riudoms vora el Mas de Morea, i prosseguia fins a la vila de Cambrils.
La carretera de Cambrils va ser construïda per la Diputació de Tarragona sobre el "camí ral" de Reus a Cambrils entre els anys 1944 i 1947, la TV-3141. Se'l va eixamplar lleugerament i es va asfaltar, sense rectificar el traçat de l'antic camí. Cap als anys 1980 se'l va modernitzar. El camí, poc abans d'arribar a la Riera de Maspujols o de Riudoms, girava cap al sud, passant per la partida de les Comes d'Ulldemolins, que pertany a Vila-seca, i creuava les actuals autopistes A-7 i AP-7 i la carretera de València, fins a arribar a la Via Augusta, que seguia per anar a Cambrils, aprofitant el gual que aquesta tenia sobre la riera.